# Tutti gli uomini di Smiley
Tutti gli uomini di Smiley (Smiley's People) è un romanzo di spionaggio del 1979 di John le Carré.
È l'ultimo libro della cosiddetta Trilogia di Karla (gli altri libri della serie sono La talpa e L'onorevole scolaro): Karla è lo pseudonimo del capo di una sezione del GRU russo.

## Trama
George Smiley, richiamato dalla pensione per indagare sulla morte violenta del generale estone Vladimirun, un suo vecchio ex-agente esule a Londra, ricostruirà il puzzle del terribile segreto custodito da Karla, direttore del XIII direttorio dei servizi segreti russi e suo storico avversario. Seguendo la scia di uccisioni scopre che in Svizzera è custodita la figlia di Karla per la quale sta cercando di costruire un'identità occidentale all'oscuro della sua stessa agenzia. Smiley riuscirà alla fine ad incastrarlo e a costringerlo a consegnarsi nelle sue mani, attraverso la stessa strategia di utilizzare gli affetti personali del nemico come arma che Karla aveva usato contro di lui ne La talpa. Sarà così una vittoria un po' amara.

## Personaggi
- George Smiley
- Oliver Lacon, Capo di Gabinetto, politico che interfaccia il Ministro degli esteri con il Circus
- Peter Guillam, rappresentante del Circus presso l'ambasciata britannica a Parigi
- Connie Sachs, ex moscologa del Circus
- Maria Andrejevna Ostrakova (Rogovna), esule russa a Parigi
- Olivier Lacon, Head Prefect, rapporti governo-servizi segreti
- Saul Enderby, capo del Circus
- Generale Vladimir (Voldemar), estone, ex generale dell'Armata Rossa
- William, Villen Craven, giovane estone
- Mikhel, estone, esule a Londra, braccio destro di Vladimir
- Toby Esterhase, ex agente del Circus
- Otto Leipzig, spia e malvivente, agente del Generale Vladimir
- Claus Kretzschmar, sassone, imprenditore in Germania, amico di Otto Leipzig
- Oleg Kirov, agente di Karla a Parigi
- Anton Grigoriev, agente di Karla a Berna
- Karla, il nome in codice del dirigente del KGB
- Tatiana alias Alexandra, figlia di Karla
- Ann, moglie separata di Smiley

## Adattamenti cinematografici e televisivi
Dal romanzo, nel 1982 venne tratta una miniserie televisiva per la BBC intitolata Tutti gli uomini di Smiley (Smiley's people), su adattamento dello stesso Le Carré e John Hopkins. Seguito ideale della miniserie La talpa, Smiley è nuovamente interpretato da Alec Guinness.

## Edizioni
- Tutti gli uomini di Smiley, traduzione di Pier Francesco Paolini, Collana La Scala, Milano, Rizzoli, 1980,  p. 353. ; Bur, Rizzoli, 1983.
- Tutti gli uomini di Smiley, Collana Oscar Bestsellers, Milano, Mondadori, 1993,  p. 364, ISBN 88-04-36854-3.